# Borisz Iljics Marsak
Borisz Iljics Marsak (oroszul: Бори́с Ильи́ч Марша́к; Luga, 1933. július 9. – Pandzsakent, 2006. július 28.) orosz régész, a szogd romvárosok feltárója.

## Élete
A Moszkvai Egyetem régészet szakán végzett 1956-ban, doktorátusát a Leningrádi Régészeti Intézetben szerezte meg 1965-ben. 1982-ben lett a történettudományok doktora a Moszkvai Egyetemen.
1954-től a pandzsakenti (Tádzsikisztán) romok feltárásán dolgozott. 1978-tól az expedíció vezetője lett egészen haláláig. Kutatási területe elsősorban Pandzsakent története, Közép-Ázsia régészete és művészete, illetve a középkori keleti fémedényművesség volt. 1979-től az Ermitázs Közép-Ázsiai és Kaukázusi Részlegének vezetője volt.
A Szovjetunió szétesésével munkája nehezebbé vált, de ásatási helyén maradt a tadzsikisztáni polgárháború (1992-1997) ideje alatt is. A helyi kormány támogatásával sikerült megoldani a régészeti lelőhely védelmét és folyamatos feltárását. Munkája elismeréséül számos kitüntetésben részesült. Pandzsakentben hunyt el és ott is temették el.
Több nemzetközi tudományos szervezet tiszteletbeli tagja volt.

## Művei
- 1971 Szoggyijszkoje szerebro. Moszkva
- 1986 Silberschätze des Orients. Leipzig
- 2002 Legends, Tales and Fables in the Art of Sogdiana. New York
- 2009 Iszkussztvo Szogda. Szentpétervár